# آلبرت ویرشینگ
آلبرت ویرشینگ (انگلیسی: Albert Wirsching; ۱ سپتامبر ۱۹۲۰ – ۲۱ اوت ۱۹۹۷) بازیکن فوتبال بود.
از باشگاه‌هایی که در آن بازی کرده‌است می‌توان به باشگاه فوتبال آینتراخت فرانکفورت اشاره کرد.